# Burtenbach
Burtenbach è un comune tedesco di 3 262 abitanti, situato nel land della Baviera.